# 许增才
许增才（1961年10月1日—），中国前男子乒乓球运动员。他曾获得1988年亚洲乒乓球锦标赛男子团体冠军。他也参加了1988年夏季奥林匹克运动会，未能获得奖牌。
妻子是乒乓球运动员陈子荷。